# U-Bahnhof Hasenbergl
Der U-Bahnhof Hasenbergl der U-Bahn München wird von der U2 bedient und liegt im Stadtteil gleichen Namens an der Dülferstraße. Der U-Bahnhof wurde am 26. Oktober 1996 eröffnet. Neben dem U-Bahnhof Hasenbergl liegt das Kulturzentrum 2411.

## Bebauung
Der Bahnsteig wird von einer linsenförmigen Reflektorkonstruktion beleuchtet, die an der blau gestrichenen Decke hängt. Der Bahnsteig selber wurde mit hellgrauem Granitboden ausgelegt, wobei in der Mitte auflockernde schwarze Dreiecke liegen. Die Hintergleiswände wurden aus großen Glasplatten, die mit Glasflies aus Glasfasern hinterlegt sind und damit einen Teil des Lichts reflektieren, gemacht. In der Mitte unterbricht sie aber eine große Spiegelfläche. Über die ganze Wand zieht sich durch die Mitte des Glases das rote Linienband, das ebenfalls aus Glasflächen besteht. Im Sperrengeschoss und an den Aufgängen wurden die Wände mit Mosaikfliesen im selben Farbton verkleidet, die teilweise von kleinen Spiegelfliesen aufgelockert werden.
Zum östlichen Sperrengeschoss sowie an die Oberfläche führt ein Lift.
| Linie | Linienverlauf |
| ----- | --- |
| U2    | Feldmoching – (1065 m) – Hasenbergl – (631 m) – Dülferstraße – (1112 m) – Harthof – (962 m) – Am Hart – (1010 m) – Frankfurter Ring – (657 m) – Milbertshofen – (1094 m) – Scheidplatz – (1103 m) – Hohenzollernplatz – (756 m) – Josephsplatz – (513 m) – Theresienstraße – (730 m) – Königsplatz – (583 m) – Hauptbahnhof – (905 m) – Sendlinger Tor – (746 m) – Fraunhoferstraße – (1116 m) – Kolumbusplatz – (711 m) – Silberhornstraße – (553 m) – Untersbergstraße – (654 m) – Giesing – (1280 m) – Karl-Preis-Platz – (868 m) – Innsbrucker Ring – (1576 m) – Josephsburg – (978 m) – Kreillerstraße – (1207 m) – Trudering – (959 m) – Moosfeld – (1683 m) – Messestadt West – (925 m) – Messestadt Ost |